# آرثر هورسفيلد
آرثر هورسفيلد (بالإنجليزية: Arthur Horsfield)‏ هو لاعب كرة قدم بريطاني في مركز الهجوم، ولد في 5 يوليو 1946 في نيوكاسل أبون تاين في المملكة المتحدة. لعب مع تشارلتون أثلتيك وسويندون تاون ونادي دارتفورد ونادي ميدلزبره ونادي واتفورد ونيوكاسل يونايتد.

## وصلات خارجية
- آرثر هورسفيلد على موقع قاعدة بيانات كرة القدم.إي يو (الإنجليزية)
- آرثر هورسفيلد على موقع عالم كرة القدم.نت (الإنجليزية)